# Norrskär (Kumlinge, Åland)
Norrskär[källa behövs] är ett skär i Åland (Finland). Det ligger i Skärgårdshavet och i kommunen Kumlinge i landskapet Åland, i den sydvästra delen av landet. Ön ligger omkring 52 kilometer nordöst om Mariehamn och omkring 250 kilometer väster om Helsingfors. Norrskär är det nordligaste skäret i Pattungarna.
Öns area är 4,3 hektar och dess största längd är 280 meter i sydväst-nordöstlig riktning. Trakten är glest befolkad. Det finns inga samhällen i närheten.